# Alexander Sokolicek
Alexander Sokolicek ist ein österreichischer Klassischer Archäologe.

## Leben
Alexander Sokolicek studierte von 1992 bis 1998 Klassische Archäologie, Alte Geschichte, Epigraphik und Numismatik an der Universität Wien. Bei Savas Gogos schloss er mit einer Arbeit zum Thema Schauplatz und Schauspiel mit dem Diplom ab. Schon seit 1995 nahm er an den von Friedrich Krinzinger und Verena Gassner geleiteten Grabungen sowie der Bauanalyse an den Stadtmauern von Velia teil, zum Teil mit einer Schnittleitung, der Dokumentation sowie der Bauanalyse betraut. Von 2001 bis 2004 fungierte er als Co-field director. Er blieb dieser Grabung bis 2004 verbunden. 2002 war er an der Ausgrabung einer spätrömischen Villa in Torrenova beteiligt, erneut als Schnittleiter. Schon 1997 begann er mit seiner bis 2010 andauernden Mitwirkung an den österreichischen Grabungen in Ephesos. 2003 erfolgte die Promotion an der Universität Wien bei Friedrich Krinzinger und dem Zweitgutachter Bernhard Palme mit einer Dissertation zum Thema Diateichisma. Zum Phänomen geteilter griechischer Siedlungen. 2005 war er zeitweilig Wissenschaftlicher Angestellter am Österreichischen Archäologischen Institut (ÖAI) und dort für die Erfassung aller in Ephesos gefundenen Inschriften zuständig. Seit 2006 nahm er Lehraufträge am Institut für Klassische Archäologie der Universität Wien wahr. Zwischen 2007 und 2011 leitete Sokolicek das ÖAI-Projekt Das Magnesische Tor von Ephesos, 2010/11 war er am Survey der Stadtmauern von Antiochia in Pisidien beteiligt. Von 2012 bis 2015 war er Field Director der Grabungen des Institute of Fine Arts der New York University in der Tetrapylon-Straße in Aphrodisias, womit auch Lehraufträge an der Universität verbunden waren.
2016 wurde Sokolicek wissenschaftlicher Angestellter an der Zentrale des ÖAI in Wien. Damit verbunden waren ein Projekt zur Analyse der Stadtmauern von Aigeira in Verbindung mit der ÖAI-Außenstelle in Athen sowie die wissenschaftliche Leitung des Projekts Serapeion in Ephesos. Von Ende 2017 bis Herbst 2019 war er vom ÖAI an das Österreichische Historische Institut in Rom abgestellt. Seit 2018 leitet er das Projekt Die Befestigungen von Aigeira, zudem war er in dem Jahr an den bauhistorischen Untersuchungen der Casa di Arianna in Pompeji beteiligt. 2019 leitete er mit Gudrun Styhler-Aydın die Bauaufnahme in Matera. Nach dem überraschenden Tod von Wolfgang Wohlmayr wurde Sokolicek im Oktober 2019 an der Universität Salzburg sein Nachfolger auf der Professur für Klassische und Frühägäische Archäologie am Fachbereich Altertumswissenschaften. Damit verbunden sind die Leitung der Abgusssammlung sowie die Leitung der seit 1966 mit der Universität Salzburg verbundenen Ausgrabungen am Kap Kolonna mit dem bekannten Apollontempel auf der Insel Ägina.
Die Schwerpunkte in der Forschung Sokoliceks liegen insbesondere in der Erforschung der antiken Stadtmauern (Fortifikation), der Archäologie des antiken Theaters, der Archäologie der Magna Graecia sowie der Provinzwerdung Kleinasiens. Zudem beschäftigt er sich mit den Zusammenhängen zwischen Schrift und Archäologie und damit mit epigraphischen Fragen. Darüber hinaus forscht er zu Formations- und Transformationsprozessen in der Archäologie sowie antiken Städten und deren Entwicklungen in Umbruchzeiten.

## Schriften (Auswahl)
- Diateichismata. Zu dem Phänomen innerer Befestigungsmauern im griechischen Städtebau (= Ergänzungshefte zu den Jahresheften des Österreichischen Archäologischen Institutes. Band 11). Österreichisches Archäologisches Institut, Wien 2009, ISBN 978-3-900305-54-3 (Dissertation).
- Herausgeber mit Rune Frederiksen, Elizabeth R. Gebhard: The Architecture of the Greek Theater (= Monographs of the Danish Institute at Athens. Band 17). Aarhus University Press, Arhus 2015, ISBN 978-87-7124-380-2 (Rezension von Jessika Paga im American Journal of Archaeology online).
- Herausgeber mit R. R. R. Smith, Julia Lenaghan, Katherine Welch: Aphrodisias Papers 5: Excavation and Research at Aphrodisias, 2006–2012 (= Journal of Roman Archaeology. Supplementband 103). Portsmouth 2016, ISBN 978-0-9913730-7-9 (Rezension von Martin Steskal im American Journal of Archaeology online).